# JDS Akishio
le JDS Akishio (SS-579) est un ancien sous-marin diesel-électrique japonais de la classe Yūshio. Il a été mis en chantier en 1983, lancé en 1985, mis en service en 1986 et a servi jusqu'en 2004 dans la Force maritime d'autodéfense japonaise (JMSDF). Il a fait partie des 1er et 5e escadrons de sous-marins de la 1ère flottille de sous-marins. Il a participé à de nombreux exercices, dont les exercices Pacific Reach 2000. Il est maintenant un navire musée exposé à l'extérieur du Musée de Kure de la Force d'autodéfense maritime.

## Historique
Akishio a été construit à Kobe par Mitsubishi Heavy Industries le 15 avril 1983, lancé le 22 janvier 1985 et mis en service le 5 mars 1986. Lors de sa mise en service, l'Akishio a été immédiatement affecté au 1er escadron de sous-marins de la 1re flottille de sous-marins de la Force maritime d'autodéfense japonaise. Le 8 juin 1990, il a été réaffecté au 5e escadron de sous-marin, qui faisait également partie de la 1re flottille de sous-marins. Son équipage avait été formé par des sous-mariniers américains, de septembre à octobre, en 1991.
Akishio a participé aux exercices Pacific Reach 2000 , qui ont eu lieu du 2 au 14 octobre 2000, au large de Singapour. Les marines des États-Unis, du Japon, de Singapour et de la Corée du Sud ont participé. En raison du Naufrage du K-141 Koursk qui s'était produit plus tôt cette année-là, les exercices Pacific Reach 2000 impliquaient des exercices de sauvetage sous-marin, auxquels Akishio a participé. C'était la première fois que des navires japonais participaient à un exercice multilatéral de sauvetage sous-marin, bien qu'ils y aient participé dans des exercices similaires bilatéralement, avec l'US Navy. La constitution japonaise impose des limites à leur capacité à effectuer des exercices de défense collective. Pour cette raison, le Japon a rejoint les exercices d'un point de vue humanitaire, plutôt que militaire.

### Préservation
Akishio a été mis hors service le 3 mars 2004. Après avoir été désarmé, il a été sorti de l'eau et exposé à l'extérieur du musée maritime de Kure  le 5 avril 2007. Après y avoir été placé, il est devenu connu sous le nom de «Tetu-no-Kujira Kan», ou «Iron Whale Museum».  Le musée a été critiqué par beaucoup comme étant trop militariste. Un des journaux nationaux du Japon, Asahi Shimbun, a déclaré que le musée se concentrait trop sur les navires et les armes militaires.

## Galerie

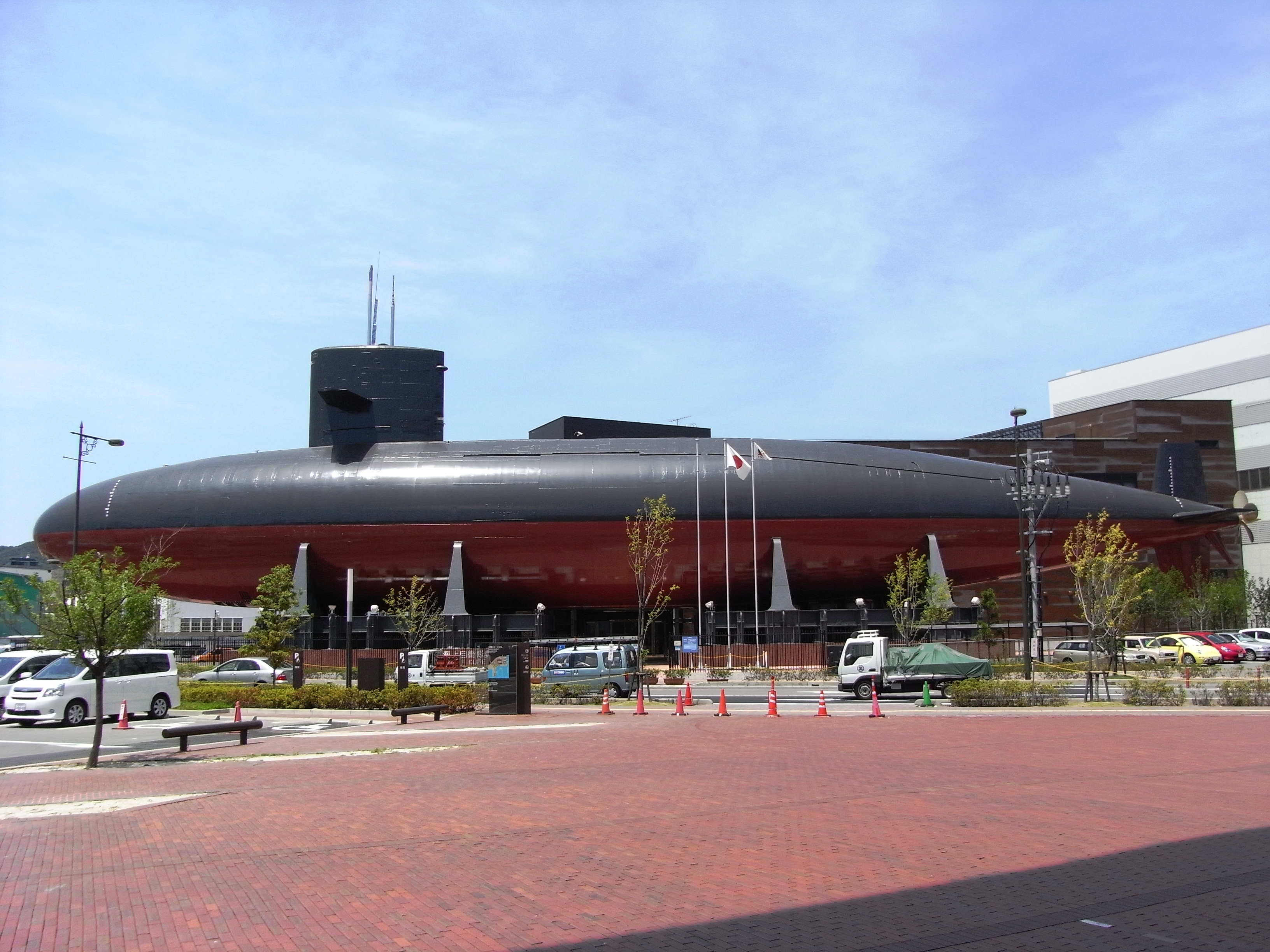
Akishio
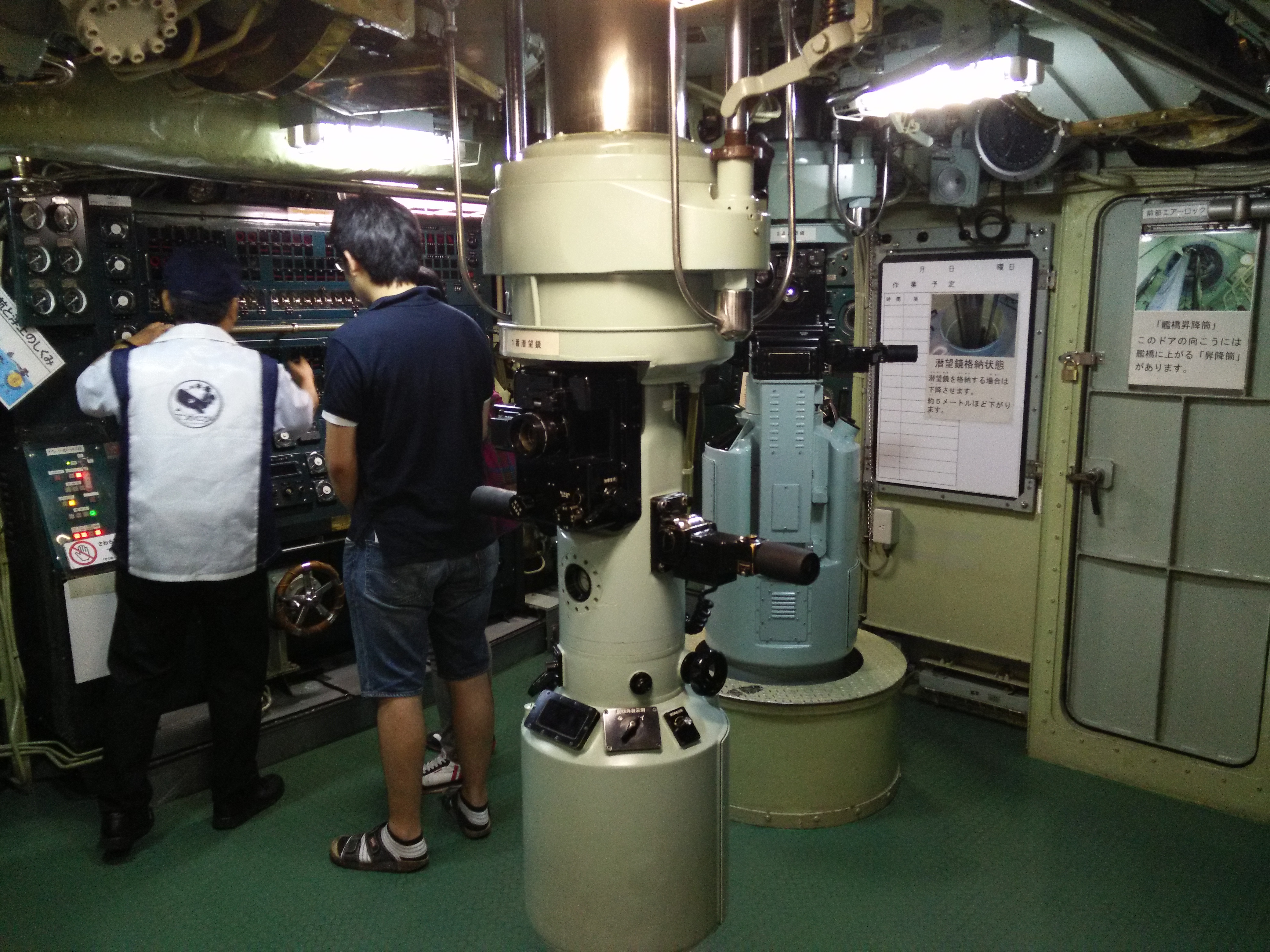
Poste de commande